# Minucius Felix
Marcus Minucius Felix war ein römischer christlicher Apologet wahrscheinlich des späteren 2., eventuell auch des frühen 3. Jahrhunderts. Seine einzige überlieferte, auf Latein verfasste Schrift Octavius verteidigt das Christentum gegen pagane Kritik. Sprachlich und formal lehnt sich der Dialog eng an die römische Bildungswelt an.

## Leben
Über das Leben des Minucius Felix ist wenig bekannt. Die einzige Quelle für biographische Hinweise ist der Dialog Octavius selbst, ein religiöses Streitgespräch zwischen dem Christen Octavius Ianuarius und dem Heiden Caecilius Natalis mit dem Verfasser Minucius Felix als Schiedsrichter. Aus der Einleitung und Rahmenhandlung des Texts (ein Spaziergang am Strand von Ostia) wird geschlossen, dass es sich beim Autor wohl um einen aus Nordafrika stammenden Juristen handelte, der in jungen Jahren Christ wurde und als erfolgreicher Rechtsanwalt in Rom tätig war. Alle weiteren Aussagen darüber, ob das Gespräch tatsächlich stattgefunden hat und die beiden anderen Personen wirklich lebten, sind in der Forschung umstritten. Zwar sind die Namen der drei Sprecher auf Inschriften in der Gegend des nordafrikanischen Cirta zu finden, doch ist eine eindeutige Identifizierung wegen der vielen verschiedenen Namensträger nicht möglich.

## Werk und Rezeption
Der Dialog Octavius ist ein erster Höhepunkt in der Auseinandersetzung der christlichen Religion mit der heidnischen Bildungswelt und bewegt sich rhetorisch und philosophisch auf beachtlichem Niveau. Darin wird ein platonisch gebildeter Heide zum Christentum bekehrt, nachdem Minucius Felix dessen Vorwürfe gegen die christliche Lehre und das Verhalten der Christen entkräftet hat. Jedoch enthält der Text als einzige apologetische Schrift keine christliche Dogmatik. Es fehlen sogar die zentralen christlichen Begriffe, insbesondere wird Jesus Christus selbst nicht erwähnt. Der Text lehnt sich zudem formal und sprachlich deutlich an Cicero und Seneca an; auch tauchen Wendungen aus der klassischen Dichtersprache auf. Diese Besonderheit hat einerseits vermuten lassen, dass es sich bei Minucius Felix um einen synkretistischen Häretiker gehandelt habe; wahrscheinlicher dürfte es sich dabei um den Versuch einer vorsichtigen Heranführung heidnischer Leser an eine philosophisch eingekleidete christliche Lebenswelt handeln, deren Begrifflichkeit in vielen Andeutungen unterschwellig zum Tragen kommt.
Aufgrund der Übereinstimmung zahlreicher Sätze und argumentativer Beweisführungen des Octavius mit dem Apologeticum Tertullians wird die Frage diskutiert, welcher der beiden Schriftsteller dem anderen als Vorlage gedient haben könnte oder ob es eine gemeinsame unbekannte Quelle gegeben hat. Bereits die christliche Spätantike stritt über dieses bis heute ungelöste Problem; Hieronymus hielt Tertullian für den älteren Autor, Lactantius hingegen den Minucius Felix. Bis heute werden seitens der Forschungsliteratur etliche Argumente sowohl für die eine wie auch die andere Position angebracht. Die Erfahrung, dass ein späterer Autor in der Regel seine Vorlage ausschmückt und erweitert, wäre etwa ein Argument dafür, dass es sich bei Octavius um die ältere Quelle handelt.
Der Text des Octavius ist allein aus dem Codex Parisinus 1661, einer Handschrift des 9. Jahrhunderts, zu erschließen. Es existiert zwar ein Codex Bruxellensis 10847, der aber eine Abschrift des Parisinus ist. Die Überlieferung ist dem Umstand zu verdanken, dass der Titel mit dem Zahlwort octavus (achter) verwechselt wurde und so das Werk als Teil der vorangehenden siebenteiligen Schrift Adversus nationes (Gegen die Heiden) des Arnobius erhalten blieb. Der Dialog erschien erstmals 1542 in Rom, doch hielt ihn der Herausgeber Fausto Sabeo wie seine Vorlage für den Schlussteil der Arnobius-Handschrift. Erst François Baudouin erkannte, dass es sich hier um ein eigenständiges Werk handelte, und publizierte 1560 in Heidelberg die eigentliche Erstausgabe des Octavius.

## Ausgaben und Kommentar
- Jean Beaujeu (Hrsg.): Minucius Felix. Octavius. Les Belles Lettres, Paris 1964 (kritische Ausgabe mit französischer Übersetzung).
- Bernhard Kytzler (Hrsg.): M. Minuci Felicis Octavius. 2. Auflage. Teubner, Stuttgart 1992, ISBN 3-8154-1539-X (maßgebliche kritische Ausgabe).
- Christoph Schubert: Minucius Felix, „Octavius“ (= Kommentar zu frühchristlichen Apologeten. Band 12). Herder, Freiburg/Basel/Wien 2014, ISBN 978-3-451-29049-7 (deutsche Übersetzung mit ausführlichem Kommentar).